# Bundestagsausschüsse des 9. Deutschen Bundestages

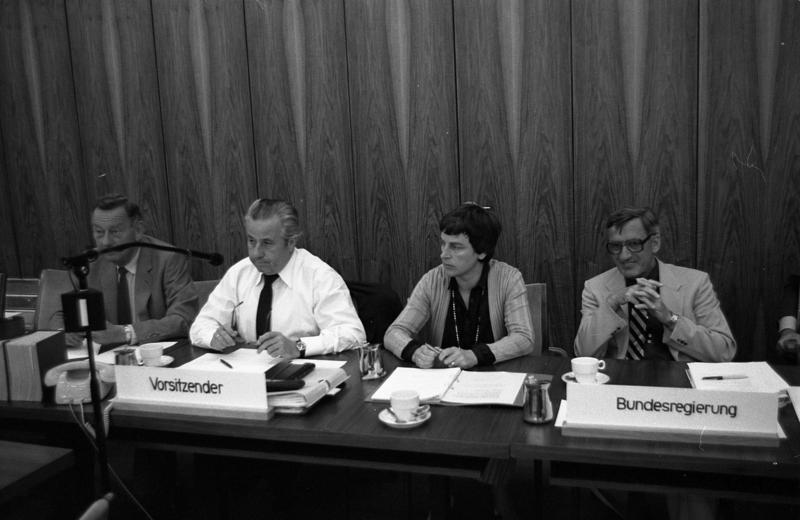
Sitzung des Ausschusses für Arbeit und Sozialordnung des Deutschen Bundestages, 1981

Im Folgenden sind die ständigen Bundestagsausschüsse des 9. Deutschen Bundestages (1980–1983) aufgeführt:
| Ausschuss                                                 | Vorsitz                                                                            | Fraktion    | Stellvertreter | Fraktion    | Mitglieder |
| --------------------------------------------------------- | ---------------------------------------------------------------------------------- | ----------- | --- | ----------- | ---------- |
| Ausschuss für Wahlprüfung, Immunität und Geschäftsordnung | Manfred Schulte                                                                    | SPD         | Wolfgang Bötsch ab 23. Juni 1982: Werner Broll                                                                          | CDU/CSU     | 13         |
| Petitionsausschuss                                        | Lieselotte Berger                                                                  | CDU/CSU     | Richard Müller | SPD         | 27         |
| Auswärtiger Ausschuss                                     | Rainer Barzel ab 27. Oktober 1982: Werner Marx                                     | CDU/CSU     | Annemarie Renger | SPD         | 33         |
| Innenausschuss                                            | Axel Wernitz                                                                       | SPD         | Günter Volmer | CDU/CSU     | 27         |
| Sportausschuss                                            | Ferdinand Tillmann                                                                 | CDU/CSU     | Wolfgang Mischnick ab 8. Dezember 1982: Heinrich Klein                                                                  | FDP SPD     | 13         |
| Rechtsausschuss                                           | Herta Däubler-Gmelin                                                               | SPD         | Anton Stark | CDU/CSU     | 27         |
| Finanzausschuss                                           | Ingrid Matthäus-Maier ab 27. Oktober 1982: Friedhelm Rentrop                       | FDP         | Rudolf Sprung ab 27. Oktober 1982: Herbert Baack                                                                        | CDU/CSU SPD | 31         |
| Haushaltsausschuss                                        | Heinrich Windelen ab 8. April 1981: Lothar Haase ab 27. Oktober 1982 Helmut Esters | CDU/CSU SPD | Lothar Löffler ab 25. November 1981: Claus Grobecker ab 12. Mai 1982: Helmut Wieczorek ab 27. Oktober 1982: Erich Riedl | SPD CDU/CSU | 33         |
| Ausschuss für Wirtschaft                                  | Werner Dollinger ab 27. Oktober 1982: Lothar Haase                                 | CDU/CSU     | Peter Reuschenbach | SPD         | 31         |
| Ausschuss für Ernährung, Landwirtschaft und Forsten       | R. Martin Schmidt                                                                  | SPD         | Diedrich Schröder | CDU/CSU     | 27         |
| Ausschuss für Arbeit und Sozialordnung                    | Hermann Rappe                                                                      | SPD         | Adolf Müller ab 9. September 1981: Otto Zink                                                                            | CDU/CSU     | 33         |
| Verteidigungsausschuss                                    | Werner Marx ab 27. Oktober 1982: Alfred Biehle                                     | CDU/CSU     | Erwin Horn | SPD         | 27         |
| Ausschuss für Jugend, Familie und Gesundheit              | Rudolf Hauck ab 27. Oktober 1982: Stefan Höpfinger                                 | SPD CDU/CSU | Klaus Hartmann ab 27. Oktober 1982: Rudolf Hauck                                                                        | SPD         | 25         |
| Ausschuss für Verkehr                                     | Karl Heinz Lemmrich                                                                | CDU/CSU     | Lothar Curdt | SPD         | 27         |
| Ausschuss für das Post- und Fernmeldewesen                | Lothar Wrede ab 16. Juni 1982: Heinz Kreutzmann                                    | SPD         | Alfred Hubertus Neuhaus                                                                                                 | CDU/CSU     | 13         |
| Ausschuss für Raumordnung, Bauwesen und Städtebau         | Oscar Schneider ab 27. Oktober 1982: Franz Möller                                  | CDU/CSU     | Peter Conradi | SPD         | 27         |
| Ausschuss für innerdeutsche Beziehungen                   | Uwe Ronneburger                                                                    | FDP         | Olaf Baron von Wrangel ab 28. April 1982: Wilfried Böhm ab 27. Oktober 1982: Nils Diederich                             | CDU/CSU SPD | 25         |
| Ausschuss für Forschung und Technologie                   | Albert Probst ab 27. Oktober 1982: Ludwig Gerstein                                 | CDU/CSU     | Karl-Hans Laermann | FDP         | 25         |
| Ausschuss für Bildung und Wissenschaft                    | Kurt Vogelsang                                                                     | SPD         | Ursula Benedix-Engler                                                                                                   | CDU/CSU     | 25         |
| Ausschuss für wirtschaftliche Zusammenarbeit              | Uwe Holtz                                                                          | SPD         | Heinz Günther Hüsch | CDU/CSU     | 25         |